# Loutkář
Loutkář (Tsjechisch: De Poppenspeler) is een Tsjechisch tijdschrift over het poppentheater.
Het blad werd opgericht in 1912, met als eerste redacteur Jindřich Veselý. Het is daarmee het oudste theatertijdschrift ter wereld dat nog altijd wordt uitgegeven. De eerste editie werd uitgegeven in het Engels.
Tijdens het voorzitterschap van Veselý van de Union Internationale de la Marionnette (UNIMA) in 1929-30 was Loutkář het internationale blad van de UNIMA. Het verschijnt tegenwoordig vier keer per jaar. Chef-redacteur is Kateřina Lešková Dolenská.